# Osrednja lamela
Osrednja lamela je skrajna zunanja plast celične stene rastlinskih celic, ki med seboj povezuje različne celice v tkiva in predstavlja njihovo skupno steno. Je v obliki razmeroma tankega sloja, na samem začetku tesno povezanega s celično membrano. Nahaja se med primarnimi celičnimi stenami sosednjih celic ter je hkrati prva plast, ki se izoblikuje med citokinezo, fazo celične delitve, sledečo mitozi, zaradi česar osrednjo lamelo pogosto imenujemo tudi primordialna (embrionalna) celična stena.
Celična plošča, ki se v citokinezi pojavi na ekvatorialni sredini celice, se sčasoma razvije v osrednjo lamelo, ki obda dve novi celici, nastali v procesu delitve. Njena rast je v osnovi površinska, šele zatem se začne širiti tudi v debelino, kar pa je bolj izrazito pri nastanku primarne in sekundarne celične stene, ki močno povečata premer celotne celične stene. Tako kot skozi ostale plasti celične stene, tudi skozi osrednjo lamelo potekajo plazmodezme, ki omogočajo povezavo protoplastov.

## Kemizem
Osrednjo lamelo gradijo beljakovine, hemiceluloze in protopektini. Zanjo je značilna tudi odsotnost celuloze, ki se začne v celično steno nalagati šele kasneje s pojavom primarne in sekundarne celične stene (pri primarni je delež celuloze približno 25 %, medtem ko v sekundarni steni celuloza dosega tudi vrednosti nad 90 %). Protopektine gradijo molekule D-galakturonske kisline (derivata glukoze s skupino CH2-OH oksidirano v karboksilno funkcionalno skupino), ki so zaporedno nanizane v verige in zaestrene z ogljikovimi hidrati galaktozo, ramnozo in arabinozo ter fosfatno skupino. Vezni člen med dvema molekulama D-galakturonske kisline predstavlja kalcijev ali magnezijev ion, ki med seboj povezuje karboksilni skupini dveh zaporednih molekul. Dolga polimerna veriga D-galakturonskih kislin se imenuje poligalakturonska kislina, na katero se v protopektinih vežejo tudi monosaharidi, kot so arabinoza, ramnoza in galaktoza.
Del osrednje lamele so obenem hemiceluloze, ki tesnijo prazne prostore, nastale med variabilno razporejenimi verigami protopektinov. V osrednjo lamelo nekatere rastlinske celice naložijo lignin (pravimo, da se osrednja lamela lignificira), kar je v glavnem značilno za že diferencirane celice z debelejšimi celičnimi stenami, ki so sekundarne.

## Osrednja lamela in zorenje plodov
Za nezrele in zelenkasto obarvane plodove sta značilni trdnost in enotna zgradba, ki sta neposredni posledici povezav med celicami, omogočenih zaradi prisotnosti osrednje lamele. V tej je precejšnja količina protopektinov, ki v vodi niso topni. V procesu zorenja plodov encimi pektinaze delujejo na protopektine in jih s hidrolitsko razgradnjo pretvarjajo v pektine, ki pa so topni v vodi, imajo karboksilne skupine zaestrene z osnovnim alkoholom metanolom in so odgovorni za mehkost zrelih sadežev.
Dodaten dejavnik, ki vpliva na mehčanje zrelih plodov, je povišana koncentracija oksalne kisline, ki na osrednje lamele deluje tako, da z odstranitvijo atoma kalcija povzroči sproščanje vezi med posamičnimi monomeri poligalakturonskih kislin. Posledica tega je porušena zgradba tkiv, v katerih je vedno več celic med seboj ločenih in na koncu sestavljajo zgolj kašasto zmes celic skoraj tekočega agregatnega stanja. Na hitrost poteka tako imenovane naravne maceracije (zorenja plodov in povezanih sprememb osrednje lamele) vpliva tudi hormon etilen, ki je kemijsko alken eten.